# 오사토촌 (나가노현)
오사토촌(大里村)은 나가노현 기타사쿠군에 있던 촌이다. 현재의 고모로시의 북서부에 해당한다.

## 역사
- 1889년 4월 1일 - 정촌제 시행에 의해 기타사쿠군 오사토촌이 성립하였다.
- 1954년 2월 1일 - 고모로 정, 가와베 촌, 기타오이 촌과 합병해 새로운 고모로 정이 성립하여, 동일 오사토촌은 폐지되었다.

## 참고문헌
- 角川日本地名大辞典 20 長野県

## 교통

### 도로
- 국도 제18호선
- 조신에쓰 자동차도

현재는 구 촌역에 고신에쓰 자동차도 고모로 나들목이 소재하지만 당시엔 미개통이였다.

## 참고문헌
- 가도카와 일본 지명 대사전 20 長野県
- 『小諸市誌　近・現代編』小諸市教育委員会　33p